# Kees van Hardeveld
Kees van Hardeveld (Baarn, 22 juni 1956 – aldaar, 7 januari 2017) was sportleraar en bondscoach van het dames waterpolo binnen de KNZB. 
Na het doorlopen van de Amalia-Astroschool ging hij naar het Baarnsch Lyceum. Na zijn opleiding aan de Academie voor Lichamelijke Opvoeding in Amsterdam stond hij voor de klas. Als gymnastiekleraar gaf hij les aan kinderen met leer- en opvoedingsmoeilijkheden.  Naast keeper bij voetbal deed hij aan waterpolo.

## Zwemclub De Vuursche
Van Hardeveld was trainer en lid van zwemclub De Vuursche uit Baarn. Met het herenteam speelde hij waterpolo op landelijk niveau. Met Hardeveld als coach werden de meisjesaspiranten van De Vuursche driemaal landskampioen. Het eerste damesteam van die vereniging promoveerde jaar op jaar en behaalde in 1986 onder zijn leiding het hoogst haalbare: kampioen van Nederland. Van Hardeveld bleef actief voor zijn vereniging als coach, trainer en was actief als  waterpoloscheidsrechter. Voor deze prestaties werd hij benoemd als lid van verdienste van Zwemclub De Vuursche.

## KNZB

### Waterpolo
Nadat hij in 1988 ook ZPC Brandenburg uit Bilthoven was gaan coachen werd hij in 1990 bondscoach bij de KNZB van de Nederlandse damesploeg. Onder zijn leiding wonnen de vrouwen van de Nederlandse waterpoloploeg goud op het EK 1993 en zilver op het EK 1999. Een bronzen medaille werd gewonnen op het EK 1995 en EK 1997. 
Op het WK 1994 en het WK 1998 won Oranje zilver. Ook zou het Nederlandse damesteam onder zijn leiding viermaal de wereldbeker winnen.

### Technisch directeur
Na zijn functie als bondscoach werd hij in 1998 topsportcoördinator en in 2009 technisch directeur bij de KNZB. Kees van Hardeveld was tevens actief bij het schoonspringen, het synchroonzwemmen en het paralympische zwemteam.
In 2016 moest hij zijn taken binnen de KNZB neerleggen toen hij werd getroffen door een ernstige ziekte. Kees van Hardeveld overleed begin 2017 op 60-jarige leeftijd. Zijn oom, de oud-sprinter Aad van Hardeveld, overleed negen dagen daarna.  